# Медведское (Новосибирская область)
Медведское, старое название — Медведск, — село в Черепановском районе Новосибирской области. Административный центр Медведского сельсовета. Площадь села — 170 гектаров.
Село, в частности, известно своим племенным заводом «Медведевский», имеющий статус племенного репродуктора по разведению лошадей породы русский рысак (русская рысистая). В состав этого племзавода, который также занимается растениеводством и разведением крупного рогатого скота, входит современная конная ферма, предназначенная для содержания более 70 голов лошадей. Племзавод регулярно участвует в областных и районных конноспортивных соревнованиях.

## Население
| Численность населения | Численность населения | Численность населения | Численность населения |
| --------------------- | --------------------- | --------------------- | --------------------- |
| 2002                  | 2007                  | 2010                  | 2020                  |
| 1660                  | 1654                  | 1548                  | 2078                  |

## Известные уроженцы
- Леонид Михайлович Горюшкин (1927—1999) — советский историк.
- Александр Георгиевич Романов (1912—1938) — лётчик, герой Советского Союза.

## Инфраструктура
В селе по данным на 2007 год функционируют одно учреждение здравоохранения и два учреждения образования.